# Call of Duty: Infinite Warfare
Call of Duty: Infinite Warfare (укр. «Поклик обов'язку: Нескінченна війна», «Службовий обов'язок: Нескінченна війна») - шутер від першої особи, випущена у 2016 році студією Infinity Ward і видана Activision. Є тринадцятою грою в серії ігор "Call of Duty" всесвітній реліз якої відбувся на платформах Microsoft Windows, Play Station 4, Xbox One 4 листопада 2016 року.

## Розробка
11 лютого 2016 року компанія Activision опублікувала фінансовий звіт за доходами в минулому четвертому кварталі 2015 року в якому говорилося, що нова гра в серії Call of Duty, що розробляється студією Infinity Ward, очікується до випуску в четвертому кварталі 2016 року.
26 квітня 2016 року в магазині цифрової дистрибуції PlayStation Store на консолі PlayStation 4 в Північній Америці, ймовірно через помилки, в списку очікуваних ігор була присутня рядок Call of Duty: Infinite Warfare. Незабаром гра була видалена з анонсів. На наступний день, 27 квітня, з'явилася інформація, що нова гра серії з підзаголовком Infinite Warfare, буде офіційно анонсована 3 травня. У той же день на сайті Reddit, один з користувачів, опублікував зображення промо-листівки гри для магазинів мережі Target на якому була дата виходу гри - 4 листопада 2016 року, а також інформація про те, що розширене видання "Legacy Edition" буде включати оновлену версію гри Call of Duty 4: Modern Warfare, що вийшла в 2007 році під назвою Call of Duty: Modern Warfare Remastered. Незабаром аккаунт користувача виклав промо-листівку, був вилучений. 29 квітня з'явився постер Call of Duty: Infinite Warfare з інформацією про попередньому замовленні на PlayStation 4 в Канаді. Крім зазначених на ньому цінах в канадських доларах за стандартне і розширене видання, на ньому повідомлялося, що мережева гра оновленої версії Modern Warfare - Remastered включатиме лише 10 найпопулярніших карт з оригінальної гри.
Перші 2 тізера були опубліковані 30 квітня і 1 травня 2016 року. 2 травня 2016 вийшов дебютний трейлер самої гри. Розробкою займається студія Infinity Ward.

## Ігровий всесвіт
Дія гри відбувається у грі в доволі недалекому майбутньому. Людство розвинуло свої технології настільки, що має змогу виходити до космосу. Нові можливості дозволяють винаходити кардинально нові засоби ведення бойових дій. На заміну старим операціям з прориву приходять бойові дрони та боти, які здатні воювати замість солдатів. Гвинтівки та гармати теж кардинально вдосконалилися. Вони краще обладнані сучасними системами прицілювання та стріляють смертельнішими набоями. Гранати існують різних видів для різних типів суперників (живої сили, ботів, дронів тощо). На боці людей тепер також воюють роботи, а менш численні групи людей, які беруть участь у бойових діях озброєні до зубів найновішими технологіями та засобами зв'язку. Головною відмінністю гри "Call of Duty: Infinite Warfare" від її попередниць є те, що велика частина подій однокористувацької кампанії відбуваються у космосі, де протагоніст керує бойовим короблем, змагаючись з солдатами ворожої фракції. Бойові кораблі беруть участь в сутичках не лише в космосі, а й на Землі.

## Сюжет
Дії одиночній компанії, на відміну від інших ігор серії, відбуваються вже далеко за межами нашої планети. Земляни, яким сильно не вистачало копалин і ресурсів, вирушили шукати їх в інших місцях Сонячної системи. Все б добре, якби далеко від планети Земля, на Марсі, чи не зародився рух колонізаторів-повстанців, які прагнуть влади. Ніхто не був готовий до того, що цей рух, що назвав себе Фронтом Оборони Колоній (СДФ), зібрав величезну армію і почав тривалу й жорстоку війну з Землею, сподіваючись захопити кермо влади в свої руки.
2180 рік. На супутник Юпітера - Європа - відправлена група бійців спецпідрозділу SCAR (Special Combat Air Recon) з метою дізнатися про раптову втрату зв'язку з розташованим на ньому військововим об'єктом SATO (Solar Assosiated Treaty Organization). Проникнувши туди, вони виявляють, що об'єкт захоплений військами СДФ. Бійці вирішують знищити комплекс, щоб заодно покінчити з новим прототипом зброї. Їм це вдається, проте всіх розсекречують і членам загону доводиться з боєм евакуюватися. Пілота, що їх доставив, збивають вороги, а незабаром комплекс пошкоджується і бійців через розгерметизацію витягує назовні, де їх за наказом лідера СДФ - адмірала Салена Котч - вбивають ворожі солдати.
Після 18 годин відсутності зв'язку, новина доходить до головнокомандуючого флотом SATO в Женеві - адмірала Фредеріка Рейнза. Також про це дізнається і командир загону SCAR, яким є лейтенант Нік Рейес. Він заявляє, що на завдання повинна була бути відправлена велика ударна група, але адміралу вдається роз'яснити, з якої причини заборонено застосування в таких випадках крайніх заходів. Лейтенант йде на святкування Тижня Флоту, по дорозі до нього приєднується його напарниця Нора Солтер, а пізніше вони зустрічають ще одного напарника, ким виявляється E3N - Покращений Тактичний Гуманоид, приписаний до екіпажу корабля «Відплата». Однак незабаром свято раптово переривається - знаряддя ААТІС, що обороняють Женеву, відкривають вогонь по дружньому флоту. Відразу ж прибувають кораблі СДФ і нападають на головну вежу. Ціною великих втрат серед флоту ЮНСА, загону SCAR вдається повернути над ними контроль і захопити зламав їх оперативника, яким виявляється сплячий агент СДФ по імені Акіл Мін Райян. Після виходу на земну орбіту, кораблі САТО розбивають напав на них ворожий флот, але несподівано прибув суперкрейсер СДФ «Олімп» знищує їх усіх. Цілими залишаються лише два кораблі - «Відплата» і «Тигр». Спільними зусиллями їм вдається відігнати «Олімп» від своєї позиції. Зв'язавшись з екіпажами адмірал Рейнз ставить основне завдання - виграти для Землі час, поки йде відновлення флоту. Після цього лейтенант Рейес стає новим капітаном «Відплати», замінюючи загиблого в бою капітана Джона Олдер.
Після отримання наказу, всі бійці негайно починають діяти. Першою ж успішно проведеною операцією стає звільнення місячного порту ЮНСА і знищення корабля СДФ «Арес», з якого Ітану вдається забрати карту Сонячної системи з розташуванням на ній ворожих кораблів. Користуючись цією картою, «Відплата» виконує ряд завдань на різних планетах, після чого приступає до наступної важливої місії. За вказівкою адмірала Рейнза, необхідно максимально знизити боєздатність СДФ. Для цього загін з «Відплати» прямує на супутник Сатурна - Титан - з метою знищення ключової ворожої паливної бази. Після прибуття на супутник, група проводить розвідку і відзначає місце для посадки транспортних літальних апаратів, які привозять бронетехніку. З їх допомогою бійці проривають оборону ворога на нафтозаводі і прориваються до головної паливної вежі, проте втрачають бронетехніку через раптову атаки «Олімпу». Їм все ж вдається виконати завдання, знищивши вежу з повітря, але, по поверненню на корабель, винищувач капітана Рейеса збивають і йому доводиться катапультуватися, а заодно наказати «Відплата» відступити. Пізніше його рятує капітан Ферран з «Тигра» і повертає на корабель, де він відразу ж вирушає на нове завдання.
Наступним завданням загону SCAR стає порятунок шахтарів з дуже небезпечного місця - астероїда Веста-3, невідомо як зійшов з орбіти і летить на Сонце. Відшукавши їх в шахтах, вони дізнаються, що у всьому винен «Олімп» - йому вдалося залпом гармат збити астероїд з курсу, а також перепрограмувати роботів охорони. Цивільних вдається вивести, однак при спробі врятувати одного з поранених шахтарів, гине штаб-сержант Омар. Незабаром всі дізнаються, що місія виявляється була лише відволікаючим маневром для СДФ, чиїм кораблям вдається знищити «Тигр». Рейес приймає нове рішення - помститися за знищення «Тигра», заманивши ворожий флот прямо в Женеву і знищивши його.
Головною метою в новому завданні стає оперативник Акіл Мін Райян. Як з'ясувалося, під час огляду у нього виявили імплантований транспондер, що передає сигнали флоту СДФ. Союзники вирішують скористатися цим, витягнувши з його тіла маячок і зруйнувавши його. Втративши сигнал, вороги прилетять до Женеви і будуть знищені знаряддями ААТІС. Однак план ледь не провалюється - Райян збігає, підриває знаряддя, сам витягає маячок і розколює його, після чого вмирає. Незважаючи на загибель адмірала Рейнза, який загинув в результаті обстрілу головного штабу з гармат «Олімпу», групі SCAR вдається захопити крейсер, вбити самого адмірала Салена Котч і направити корабель прямо до Марса.
Останній крок є практично самогубною - використовуючи «Олімп» в якості троянського коня, прорватися і знищити головну стратегічну мету СДФ - орбітальну верф. Витративши всі збройові ресурси, Рейес приймає рішення просто протаранити верф, але крейсер, не витримавши натиску ворожих кораблів, зазнає аварії при зіткненні з «Відплатою», так і не долетівши до верфі. Обидва корабля падають на поверхню Марса і велика частина солдатів гине. Зібравши всі сили, що залишилися в кулак, капітан вирішує піднятися на верф за допомогою космічного ліфта, попередньо прорвавши ворожу оборону. Несучи важкі втрати, загону все ж вдається дістатися до ліфта і піднятися наверх. Для знищення верфі група вирушає на збройний есмінець, а Рейес - в штаб, щоб активувати його озброєння. Зачистивши зал, він зв'язується з Ітаном, який говорить, що для початку потрібно звільнити корабель від захоплень. Той прямує до ядра, витягує з нього конденсатор, після чого самознищується, щоб запалити його і почати ланцюгову реакцію, яка звільняє корабель. Після активації системи наведення, Рейес наказує Солтер розстріляти його позицію. Вона спочатку категорично відмовляється, але іншого вибору немає і вона все ж виконує наказ. Капітана висмоктує у відкритий космос і він встигає побачити довгоочікуваний вибух верфі, перш ніж він гине від осколка, який руйнує скло його шолома.